# Karl Arnold (Künstler, 1883)

Karl Arnold (Zeichnung von Albert Weisgerber, 1906)

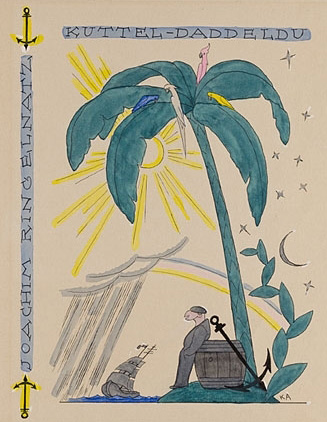
Entwurf für den Buchumschlag der Luxusausgabe von Joachim Ringelnatz "Kuttel-Daddeldu" mit Zeichnungen von Karl Arnold. Feder, Wasser- und Deckfarben auf Papier, 1922/23, Museum für Kunst und Gewerbe Hamburg

Karl Maximilian Arnold (* 1. April 1883 in Neustadt bei Coburg; † 29. November 1953 in München) war ein deutscher Zeichner, Karikaturist und Maler.

## Leben
Karl Arnold war das vierte von neun Kindern des oberfränkischen Unternehmers und Politikers Max Oscar Arnold und dessen Frau Emilie, geb. Dorn. Nach dem Besuch der Volksschule lernte er Zeichnen und Modellieren an der Herzoglichen Industrie- und Gewerbeschule in Neustadt. Im Herbst 1901 zog er nach München und schrieb sich an der Akademie der Bildenden Künste München ein. Er studierte zuerst in der Zeichenklasse von Karl Raupp und dann in den Malklassen von Ludwig von Löfftz und Franz von Stuck.
Vom wohlhabenden Vater nicht unterstützt, wandte er sich aus finanziellen Nöten an die Redaktionen der führenden illustrierten Zeitschriften in München. Am 23. September 1907 wurde seine erste Zeichnung im Simplicissimus gedruckt; im gleichen Jahr konnte er auch beginnen, in der Zeitschrift Die Jugend zu publizieren. 1913 durfte Arnold erstmals ein Titelblatt des Simplicissimus gestalten, 1917 wurde er Teilhaber der GmbH, in der sich die führenden Zeichner der Zeitschrift wie unter anderem Rudolf Wilke und der Verlag Albert Langen die Besitzrechte an dem erfolgreichen Titel teilten. Bis zum Herbst 1942 veröffentlichte Arnold mehr als 1800 Zeichnungen im Simplicissimus.
Zu Beginn des Ersten Weltkriegs wurde Arnold eingezogen und arbeitete, dank der Vermittlung durch einen Nachrichtenoffizier des Oberkommandos, für die Liller Kriegszeitung, einer Armeezeitung der 6. Armee als Zeichner. Die ersten Probezeichnungen wurden dem damaligen Armeeoberbefehlshaber Kronprinz Rupprecht von Bayern vorgelegt. Ab 1915 erschienen in der Liller Kriegszeitung 300 Zeichnungen patriotischer und nationalistischer Art von ihm. In den 1920er Jahren publizierte Arnold neben dem Simplicissimus in dem Schweizer Satireblatt Nebelspalter, der Münchner Illustrierten Presse, sowie den Zeitschriften Die Dame und Ulk.
Als die Nationalsozialisten 1933 wider Erwarten den Simplicissimus, trotz dessen scharfer Kritik an Hitler in den Jahren zuvor, nicht verboten, sondern fortführten, konnte auch Arnold weiter dort publizieren. Die Mitarbeiter des Simplicissimus hatten sich 1933 förmlich unterworfen. 
In der Zeit des Nationalsozialismus war Arnold Mitglied der Reichskammer der bildenden Künste. Er selbst räumte ein, dass er zum Widerständler nicht eigne, und lavierte sich durch. 1936 konnte er zusätzlich für die im Berliner Ullstein Verlag erscheinende Berliner Illustrirte Zeitung arbeiten und 1937 in diesem Zusammenhang als Pressezeichner zur Weltausstellung nach Paris reisen. 1938 wurde allerdings sein 1924 erstmals publiziertes Buch "Berliner Bilder" von der Reichsschrifttumskammer als schädlich und unerwünscht indiziert. Dennoch bekam er 1939 den mit keinem Amt verbundenen Titel eines Professors verliehen.
Während seines Studiums lernte Karl Arnold die angehende Künstlerin Anne-Dora Volquardsen (1883–1971) kennen, mit der er 1909/10 in Paris lebte und die er 1911 in München ehelichte. Mit ihr, Stina genannt, hatte er vier Söhne: Peter (1912–1914), den späteren Verlagslektor Fritz (1916–1999), den Künstler Claus Arnold und den Diplomaten Hans Arnold. 1942 erlitt Karl Arnold einen Schlaganfall, von dem er sich nicht mehr erholte und der ihm die künstlerische Arbeit unmöglich machte.
Karl Arnold gehörte neben Olaf Gulbransson, Thomas Theodor Heine und Bruno Paul zu den bedeutendsten Karikaturisten der ersten Hälfte des 20. Jahrhunderts in Deutschland.  
Die Grabstätte der Eheleute befindet sich auf dem Münchner Nordfriedhof. Ein Teil des grafischen Nachlasses wurde vom Museum für Kunst und Gewerbe Hamburg erworben. 
Sein schriftlicher Nachlass befindet sich seit 1975 im Deutschen Kunstarchiv im Germanischen Nationalmuseum in Nürnberg. 

## Buchillustrationen (Auswahl)
- Joachim Ringelnatz: Kuttel-Daddeldu (25 Zeichnungen); Kurt Wolff Verlag, München, 1923
- Eugen Roth: Der Wunderdoktor. Heitere Verse (Einbandentwurf); Alexander Duncker Verlag, Weimar, 1940

## Auszeichnungen
- 1952 Ehrenpreis für Grafik der Landeshauptstadt München
- 1953 Mitglied der Akademie der Bildenden Künste München

## Ausstellungen (unvollständig)

### Sicher belegte Teilnahme an Ausstellungen in der Zeit des Nationalsozialismus
- 1935: Berlin („Münchner Künstler“)
- 1935: München, Neue Pinakothek („Münchner Künstler“)
- 1939: München, Münchner Kunstverein (Einzelausstellung)
- 1940: Berlin („Frühjahrsausstellung der Preußischen Akademie der Künste“)
- 1941: Berlin, Haus der Kunst („Die Pressezeichnung im Kriege“)
- 1941: München („Münchner Künstler erleben den Krieg“)

### Postume Ausstellungen
- 2010: Hoppla, wir leben! Berliner Bilder aus den 1920er Jahren, Berlinische Galerie, Berlin und 2011 im Käthe Kollwitz Museum Köln
- 2012: Karl Arnold. Illustrationen von Ringelnatz bis Valentin, Olaf Gulbransson Museum, Tegernsee
- 2012: Der Zeichner Karl Arnold, Staatliche Graphische Sammlung München in der Pinakothek der Moderne, München und 2013 im Karikaturmuseum Krems